# استار کلیپر
استار کلیپر (به انگلیسی: Star Clipper) یک کشتی است که طول آن ۱۱۱٫۵۷ متر (۳۶۶ فوت ۱ اینچ) می‌باشد. این کشتی در سال ۱۹۹۲ ساخته شد.